# Martin AM Mauler
Martin AM Mauler (sprva XBTM) je bil enomotorni enosedežni palubni jurišnik, ki so ga zasnovali v času 2. svetovne vojne. V operativno uporabo je vstopil leta 1948, upokojen je bil le nekaj let kasneje. Njegov konkurent AD Skyraider je bil precej bolj uspešen. Zgradili so samo okrog 151 Maulerjev. Verzija AM-1Q se je uporabljala za elektronsko bojevanje.
Za zmanjšanje prostora na letalonosilki je izmel zložljiva krila.

## Specifikacije (AM-1 Mauler)
Podatki iz American Combat Aircraft of the 20th Century
Splošne značilnosti
- Posadka: 1 (2 na AM-1Q)
- Dolžina: 41 ft 3 in (12,57 m)
- Razpon kril: 50 ft 0 in (15,24 m)
- Višina: 16 ft 10 in (5,13 m)
- Površina kril: 496 sq ft (46,1 m2)
- Teža praznega letala: 15.257 lb (6.920 kg)
- Bruto teža: 25.737 lb (11.674 kg)
- Kapaciteta goriva: 510 US gal (1.900 L; 420 imp gal)
- Pogon letala: 1 × Pratt & Whitney R-4360-4 Wasp Major Zračnohlajeni zvezdasti motor, 3.000 hp (2.200 kW)
- Propelerji: št. lopatic: 4, 14 ft 8 in (4,47 m) premer

Zmogljivost
- Maks. hitrost: 334 mph (538 km/h; 290 kn)
- Potovalna hitrost: 189 mph (164 kn; 304 km/h)
- Bojni dolet: 1.524 mi; 2.452 km (1.324 nmi)
- Višina leta (servisna): 27.000 ft (8.230 m)
- Čas vzpona do višine: 5,9 minut do 10.000 ft (3.048 m)
- Obremenitev krila: 48,7 lb/sq ft (238 kg/m2)

Oborožitev

- Strelno orožje: 4 × 20 mm (0,79 in) top T-31, vsak z 200 naboji
- Pritrditvena mesta: 15
- Rakete: 12 × 5 in (130 mm) HVAR
- Izstrelki: 3 × Mark 13 torpedo